# Brunieria grandiforceps
Brunieria grandiforceps är en tvåvingeart som beskrevs av Jean-Jacques Kieffer 1922. Brunieria grandiforceps ingår i släktet Brunieria och familjen fjädermyggor.
Artens utbredningsområde är Tyskland. Inga underarter finns listade i Catalogue of Life.